# Liste der Bodendenkmäler in Eggenfelden
Auf dieser Seite sind die Bodendenkmäler in der niederbayerischen Gemeinde Eggenfelden zusammengestellt. Diese Tabelle ist eine Teilliste der Liste der Bodendenkmäler in Bayern. Grundlage ist die Bayerische Denkmalliste, die auf Basis des Bayerischen Denkmalschutzgesetzes vom 1. Oktober 1973 erstmals erstellt wurde und seither durch das Bayerische Landesamt für Denkmalpflege geführt wird. Die folgenden Angaben ersetzen nicht die rechtsverbindliche Auskunft der Denkmalschutzbehörde.

## Bodendenkmäler in Eggenfelden
| Lage       | Objekt | Akten-Nr.     | Bild |
| ---------- | --- | ------------- | ---- |
| (Standort) | Niederungsburgstall des hohen oder späten Mittelalters („Sitz Ruhstorf“). | D-2-7542-0001 |      |
| (Standort) | Archäologische Befunde und Funde des Mittelalters und der frühen Neuzeit im Bereich der abgegangenen Burg und des späteren Schlosses, der ehemaligen Vorburg sowie der katholischen Pfarr- und Schlosskirche St. Georg in Gern und deren Vorgängerbauten.                      | D-2-7542-0002 |      |
| (Standort) | Burgstall des hohen oder späten Mittelalters. | D-2-7542-0004 |      |
| (Standort) | Burgstall des Mittelalters und der frühen Neuzeit („Schloss Kirchberg“). | D-2-7542-0005 |      |
| (Standort) | Ringwall des frühen Mittelalters und Turmhügel des hohen oder späten Mittelalters. | D-2-7542-0006 |      |
| (Standort) | Burgstall des hohen und späten Mittelalters („Ansitz Haus“) mit abgegangenem Wirtschaftshof und Mühlenanwesen der frühen Neuzeit. | D-2-7542-0007 |      |
| (Standort) | Untertägige mittelalterliche und frühneuzeitliche Befunde und Funde im Bereich der Kernstadt Eggenfelden. | D-2-7542-0031 |      |
| (Standort) | Untertägige spätmittelalterliche und frühneuzeitliche Befunde und Funde im Bereich der katholischen Pfarrkirche St. Nikolaus und Stephanus von Eggenfelden und ihrer mittelalterlichen Vorgängerbauten sowie dem aufgelassenen Friedhof mit der katholischen Kapelle St. Anna. | D-2-7542-0032 |      |
| (Standort) | Untertägige spätmittelalterliche und frühneuzeitliche Befunde und Funde des ehemaligen Heilig-Geist-Spitals und der katholischen Spitalkirche Hl. Geist in Eggenfelden. | D-2-7542-0094 |      |
| (Standort) | Untertägige frühneuzeitliche Befunde und Funde im Bereich der katholischen Klosterkirche St. Antonius von Padua und des nördlich anschließenden Franziskanerklosters von Eggenfelden sowie den zugehörigen Gartenanlagen.                                                      | D-2-7542-0095 |      |
| (Standort) | Untertägige frühneuzeitliche Befunde und Funde im Bereich der katholischen Friedhofskirche Unserer Lieben Frau in Eggenfelden. | D-2-7542-0096 |      |
| (Standort) | Untertägige spätmittelalterliche und frühneuzeitliche Befunde und Funde im Bereich der katholischen Filialkirche St. Michael in Kirchberg. | D-2-7542-0099 |      |
| (Standort) | Untertägige mittelalterliche und frühneuzeitliche Befunde und Funde im Bereich der katholischen Filialkirche St. Petrus in Peterskirchen. | D-2-7542-0100 |      |
| (Standort) | Untertägige mittelalterliche und frühneuzeitliche Befunde und Funde im Bereich der katholischen Kirche St. Andreas in Pischelsberg. | D-2-7542-0102 |      |
| (Standort) | Untertägige spätmittelalterliche und frühneuzeitliche Befunde und Funde im Bereich der ehemaligen Marktbefestigung von Eggenfelden mit obertägig sichtbarem Abschnitt des zugehörigen Grabens.                                                                                 | D-2-7542-0115 |      |
| (Standort) | Untertägige mittelalterliche und frühneuzeitliche Befunde und Funde in den vorstädtischen Siedlungserweiterungen von Eggenfelden. | D-2-7542-0116 |      |
| (Standort) | Untertägige spätmittelalterliche und frühneuzeitliche Befunde und Funde im Bereich des abgegangenen Leprosenhauses von Eggenfelden und der Kapelle St. Lazarus. | D-2-7542-0117 |      |
| (Standort) | Viereckige Wallanlage vor- und frühgeschichtlicher bzw. mittelalterlich/neuzeitlicher Zeitstellung. | D-2-7642-0001 |      |
| (Standort) | Halbkreisförmige Wallanlage des frühen Mittelalters. | D-2-7642-0002 |      |
| (Standort) | Untertägige mittelalterliche und frühneuzeitliche Befunde und Funde im Bereich der katholischen Filialkirche St. Sebastian in Sankt Sebastian. | D-2-7642-0020 |      |
| (Standort) | Untertägige frühneuzeitliche Befunde und Funde im Bereich des abgegangenen Neuen Schlosses von Gern und der barocken Gartenanlagen. | D-2-7642-0073 |      |
| (Standort) | Archäologische Befunde und Funde des Mittelalters und der frühen Neuzeit im Bereich der abgegangenen Filialkirche St. Peter in Fraunhofen. | D-2-7642-0074 |      |
| (Standort) | Grabenanlage vor- und frühgeschichtlicher bzw. mittelalterlich/neuzeitlicher Zeitstellung. | D-2-7642-0089 |      |
| (Standort) | Herrschaftssitz des Mittelalters. | D-2-7642-0090 |      |